# Ramal ferroviario General Alvear-Recalde-Pigüé
El Ramal General Alvear - Recalde - Pigüé pertenece al Ferrocarril General Roca, Argentina.

## Ubicación
Se halla en el interior de la Provincia de Buenos Aires, pasando por los partidos-municipios de General Alvear, Tapalqué, Olavarría, Daireaux, Coronel Suárez y Saavedra.

## Características
Es un ramal secundario de la red del Ferrocarril General Roca. Tiene una extensión de 295 km entre las ciudades de General Alvear y Pigüé.

## Servicios
No presta servicios de pasajeros.
Está concesionado a la empresa FerroExpreso Pampeano para transporte de cargas, sólo en el trayecto entre Recalde y Pigüe. El tramo entre el empalme General Alvear y Recalde se encuentra sin concesión, sin uso ya que fue levantado entre los años 1991 y 1992.
Sólo se encuentra disponible para usos de pasajeros, la estación Pigüé que presta servicios de pasajeros por la empresa estatal Trenes Argentinos en su línea troncal entre Plaza Constitución y la ciudad de Bahía Blanca.